# Наследствено право
Наследственото право е съвкупност от правни норми, които уреждат правоотношенията, възникващи по повод смъртта на лице, по силата на които de jure се разпределя имуществото на това лице.
Лицето, чието имущество се разпределя, е наследодател, а лицата, в чийто патримониум постъпва дял от наследството, са наследниците, като отношенията по повод на наследството се уреждат по силата на правото на наследяване.
Наследственото правоотношение под формата на наследяване се развива между наследниците по повод на наследството, а правопораждащия юридически факт е смъртта на наследодателя.
В България основният нормативен акт, уреждащ правото на наследяване, е Законът за наследството от 1949 г., а предходния стар закон е от 1889 г.

## Наследяване по закон
Този вид наследяване се изразява в това, че редът за преминаване на имуществото или негов дял към наследника се определя от Закона за наследството. Наследството по закон се осъществява, когато наследодателят не е оставил завещание. Законът предвижда 4 реда наследници, като всеки предходен ред изключва останалите. В първи ред попадат децата на наследодателя, като те наследяват поравно. Втори ред наследници представляват родителите на наследодателя, като те също наследяват поравно. Трети ред включва 2 групи: братята и сестрите на починалия, както и възходящите от по-горна степен (баба, дядо, прабаба, прадядо и т.н.). Ако има наследници и от двете групи, братята и сестрите получават 2/3 от наследството, а възходящите – 1/3. В четвърти ред попадат съребрените роднини до шеста степен – чичо, леля, първи и втори братовчеди, като наследяват поравно най-близките по степен. Съпругът на починалия наследява заедно с първи, втори или трети ред. Ако няма наследници от тези редове, той наследява цялото имущество.
По закон наследяват преди всичко физическите лица. Ако няма наследници, по закон наследява държавата.

## Наследяване по завещание
При наследяването по завещание е важна волята на завещателя. Има два вида завещание – саморъчно и нотариално. Саморъчното завещание се съставя писмено, с личния почерк на завещателя. То трябва да съдържа дата и подпис. Нотариалното завещание се съставя от нотариус в присъствието на двама свидетели. След като се изрази волята на завещателя, нотариусът датира завещанието и всички присъстващи се подписват. Завещание може да се отмени по всяко време. По завещание наследяват физически лица, юридически лица и държавата.